# Мафија (игра)
Мафија је друштвена игра у којој може учествовати од 6 до 17 играча.

## Настанак
Игру Мафију изумео је 1986. године Дмитриј Давидов, совјетски студент психологије. Игра се убрзо проширила међу студентима Московског државног универзитета Ломоносова, те је касније постала популарна и изван кругова те институције. На распрострањеност игре утицала је и италијанска телевизијска серија Хоботница, која се у СССР-у приказивала у другој половини 80-их година 20. века. Мафија је временом почела да се игра и ван „Источног блока“, док су се касније развијале и њене различите верзије под новим именима. Сматра се да је КГБ креирао стриктна такмичарска правила игре, ради вежбања перцепције тајних агената и специјалних јединица војске и полиције. Мафија се у популарној култури практикује у склопу тим билдинг активности.

## Опис

### Подела ликова
Основни ликови у игри су грађани и мафијаши, а учествују још полицајац и лекар. Игра је предвиђена за 6 до 17 играча, а као оптимални број се узима 8 такмичара. Учесници извлаче папириће, односно картице са ликовима, а расподела улога је таква да у њој најчешће учествују два представника мафије, те по један лекар и полицајац, док остатак представљају грађани, односно народ. Игру води наратор. У случају да у игри учествује више од 8 играча, тада се могу увести неки додатни, нестандардни ликови, што зависи од договора играча.

### Ток игре
Игра је конципирана тако да на њеном почетку цео град спава, док се играчи распоређују тако да формирају круг. Наратор најпре позива мафију да се „пробуди“ и одабере кога ће да ликвидира. Након одабира „жртве“, представници мафије жмуре, а затим се „буди“ лекар. Он може одабрати једну особу за коју сматра да ју је мафија „убила“, укључујући и себе, те исту спасити. Након лекара, у игру се укључује полицајац, који од наратора сазнаје да ли је нека конкретна особа мафијаш. Наратор на крају говори целом граду да се пробуди, а у случају да лекар није спасао праву особу, тај такмичар се искључује из игре. Круг се затвара тиме што град изгласава једног од присутних, за ког сматра да је представник мафије, док мафија треба да сакрије своју улогу. Након расправе и одлуке „града“, игра се наставља по истом принципу. Победници су они чији представник остане „жив“ на крају игрице, уз напомену да се полицајац и лекар убрајају у грађане.